# كأس النرويج 1999
كأس النرويج 1999 (بالنرويجية: Norgesmesterskapet i fotball for menn 1999)‏ هو موسم من كأس النرويج. أقيم خلال الفترة 4 مايو 1999 وحتى 30 أكتوبر 1999، وأشرف على تنظيمه اتحاد النرويج لكرة القدم، وكان عدد الأندية المشاركة فيه 32، وفاز فيه نادي روسنبورغ.